# 梁德标 (1955年)
梁德标（1955年5月—），广东河源人，中国政治人物，广东省人民检察院原副检察长。

## 生平
1972年毕业于兴宁市黄陂中学。长期在广东梅州市中级人民法院工作。2000年11月，出任广东省人民检察院副检察长。2015年9月退休。曾任广东省法学会副会长。2020年9月因涉嫌严重违纪违法，接受广东省纪委监委纪律审查和监察调查。2021年1月22日，遭到开除党籍处分，将其涉嫌犯罪问题移送检察机关依法审查起诉。